# 1980년 하계 올림픽 뉴질랜드 선수단
뉴질랜드는 1980년 7월 19일부터 8월 3일까지 소비에트 연방 모스크바에서 개최된 제22회 하계 올림픽에 참가했다.